# 政府失灵
在公共經濟學的背景下，政府失靈是由政府干預引起的低經濟效率，因此這種低經濟效率不會存在於真正的自由市場中， 亦即政府干預的成本明顯大於提供的收益時產生的結果。它可以與市場失靈形成對比，市場失靈是由自由市場本身導致的低經濟效率，並且可以通過政府監管來糾正。然而，政府失靈往往源於試圖解決市場失靈等目標導向，政府失靈的想法與政策論點有關，即使是特定市場可能潛在不符合政府的標準條件，但為確保社會最優（英語：social optimality）需要完全競爭，政府干預可能會使事情變得更糟而不是更好。
與市場失靈一樣，政府失靈並不是未能實現特定或偏好的解決方案，而是阻礙有效結果的問題。要解決的問題不一定是市場失靈；即使可以採用有效的市場解決方案，政府也可能採取行動造成經濟效率低下。
當政府行為創造贏家和輸家時，政府失靈（根據定義）不會發生，使一些人的狀況比沒有政府監管時更好，而另一些人的狀況更糟。惟政府行為介入，導致低經濟效率結果時，才會發生失靈樣態，否則經濟效率的評估仍會存在。政府失靈的一個決定性特徵是，換成其他監管環境，每個人都有可能過得更好（帕累托改進）。
政府失靈的例子包括監管俘獲和監管套利（英語：Regulatory arbitrage）。政府失靈可能是由於政府干預的意外後果，或者是因為低經濟效率的結果在政治上比帕累托改進更可行。政府失靈既可能發生在需求端，也可能發生在供給端。需求方的失敗包括偏好揭示（英語：preference-revelation）問題以及投票和集體行為的不合邏輯。供應方的失敗很大程度上是由代理問題引起。 政府失靈可能以政府參與社會和經濟活動領域的三種方式中的任何一種方式出現：供應、稅收或補貼和監管。

## 概念
其理念由美国经济学家罗兰·麦肯恩创建于1965年，后由于1970年代公共选择理论的流行而引其学术界关注。政府失灵的理念在于：即使特定的市场无法满足完全竞争的标准，而政府的干预可能会使经济环境变得更加恶劣。
市场失灵并非是某一特殊经济解决措施的失败，而是一个阻碍市场达到理想效率的问题。与其理念相同，政府失灵也并非是具体政府政策的失败，而是一个阻碍政府解决目标的有效性问题。政府失灵在需求方和供应方都普遍存在。

## 类型
政府失灵的情况非常复杂，其通常会与政治体制和政府结构而有不同程度的异同及作用。尽管分析师极难对政府失灵的结果进行准确分析，但是一定程度上的预测和分析可以避免政策导致最坏的非有效性结果。
| 政府所属的政治体制          | 可能性政府失灵原因                                             | 备注 |
| --------------------------- | -------------------------------------------------------------- | --- |
| 直接民主制政府              | 投票悖论 选民偏好                                              | 在政策优先性上选民会根据喜好而对不同政策做出选择的优先级； 为了达成目的可能会导致优先性的调整（多数人暴政）                                                         |
| 間接民主制政府 （代議制度） | 组织型或动员型利益影响 地理划分 选举周期 政治作秀              | 通过动员和组织而影响选民的结果； “肉桶现象”等政治拨款使多数纳税人满足部分地区少数人利益； 因为政治活动而支付过多的社会边际成本； 限制政府代理人的行为有效性和针对性 |
| 官僚科层制政府              | 代理人消亡 价值输出困难 限制竞争 公共服务约束等事先规则 外部性 | X非效率；政策非灵活性；组织型资源的浪费和非有效使用 |
| 权力分散制政府              | 权威分离（權威的割裂） 财政的外部性                            | 政策处理缓慢或无序；当地公共物品的不公平性分布 |

## 延伸阅读
- Kolko, Gabriel (1977), The Triumph of Conservatism, The Free Press, ISBN 0-02-916650-0
- Kolko, Gabriel (1977), Railroads and Regulation, 1877-1916, Greenwood Publishing Company, ISBN 0-8371-8885-7
- Niskanen, William (1967), The peculiar economics of bureaucracy, Institute for Defense Analyses, Program Analysis Division (1967), ASIN B0007H5TBG
- Niskanen, William (1971), Bureaucracy and Representative Government, Aldine, Atherton, ISBN 0-202-06040-3